# Agricolândia
Agricolândia là một đô thị thuộc bang Piauí, Brasil. Đô thị này có diện tích 112,419 km², dân số năm 2007 là 4986 người, mật độ 44,35 người/km².